# Franz Köhl

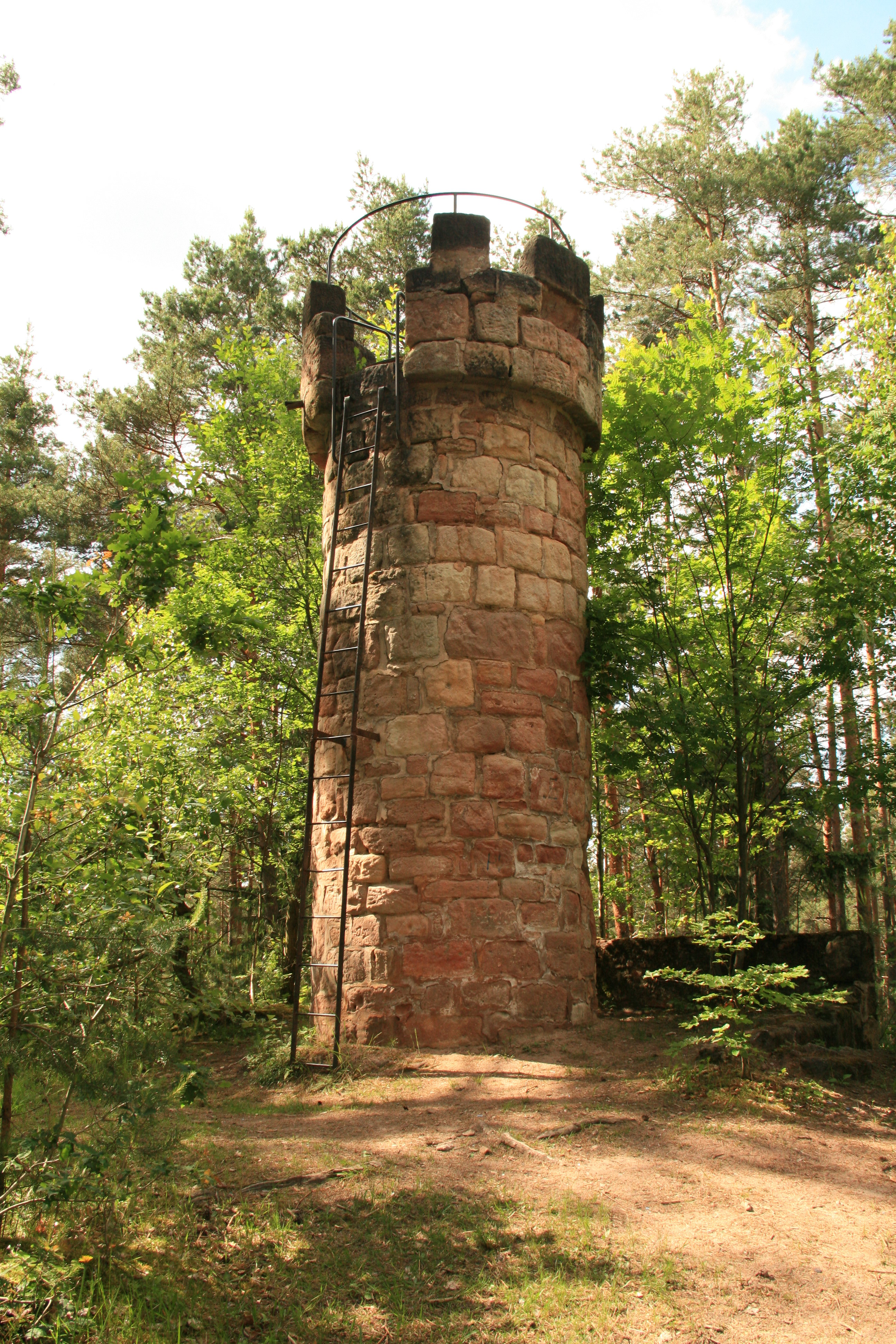
Franz-Köhl-Turm

Franz Köhl (* 1886 in Neu-Ulm; † 1976 in Erlangen) war während des Ersten Weltkrieges Hauptmann in der deutschen Kolonie Südwestafrika.
Ihm zu Ehren wurde auf dem ehemaligen Truppenübungsplatz im Forst Tennenlohe, einem Teil des Sebalder Reichswaldes, ein Turm (49° 33′ N, 11° 3′ O) benannt. Der Franz-Köhl-Turm wurde 1936 gebaut und diente der Wehrmacht zur Überwachung von Schießübungen am Dornberg und am Gründlacher Berg. Der Turm ist etwa sieben Meter hoch und aus Sandstein. Mittlerweile wurde die Leiter entfernt.
| Personendaten    | Personendaten                                                       |
| ---------------- | ------------------------------------------------------------------- |
| NAME             | Köhl, Franz                                                         |
| KURZBESCHREIBUNG | deutscher Militär, Hauptmann in der Deutschen Kolonie Südwestafrika |
| GEBURTSDATUM     | 1886                                                                |
| GEBURTSORT       | Neu-Ulm                                                             |
| STERBEDATUM      | 1976                                                                |
| STERBEORT        | Erlangen                                                            |